# Aeroportul Municipal Renton
Aeroportul Municipal Renton (IATA: RNT, ICAO: KRNT, FAA LID: RNT) este un aeroport din Washington, Statele Unite ale Americii ce deservește zona Renton. Aeroportul a fost tranzitat în 2019 de 3.448 de pasageri. A fost numit după zona deservită.
Situat la o altitudine de 10 m, aeroportul dispune de 1 pistă.

## Infrastructură

### Piste
Aeroportul dispune de o singură pistă. Pista 16/34 are dimensiunile 5.382 picioare × 200 picioare. 